# Tony Trujillo
Tony Trujillo (ur. 23 sierpnia 1982 w Santa Rosa w Kalifornii) – amerykański skater. Jest znany z postawy antykorporacyjnej i miłości do heavy metalu, co widać w jego agresywnym, charakterystycznym stylu.
Trujillo dorastał na farmie. Zaczął jeździć na skateboardzie w wieku 7 lat. Jego sąsiad miał rampy w swojej stodole i często zapraszał tam Tonego. Kiedy skończył 12 lat, zaczął startować w konkursach w the California Amateur Skateboard League. W wieku 14 lat uzyskał pierwszego sponsora, Anti-Hero. Vans pozwolił Trujillo na wydanie linii butów sygnowanych jego nazwiskiem i na umieszczenie jego imienia w dwóch reklamach.

## Sponsorzy
- Vans
- Independent Trucks
- Spitfire Wheels
- Boost Mobile
- Anti-Hero
- Fourstar